# Babina svila
Babina svila (babosvilka; lat. Armeria) je rod trajnica iz porodice Plumbaginaceae, dio je tribusa Staticeae, potporodica Limonioideae. Postoji 98 ili 99  vrsta.
Rod je raširen uglavnom po sjevernoj hemisferi (Euroazija i Sjeverna Amerika), ali i neke iznimke u čileanskim Andama i Ognjenoj zemlji. U Hrvatskoj su na popisu dvije vrste, sivkasta babosvilka (A. canescens; sa dvije podvrste) i primorska babosvilka (A. maritima)

## Vrste
1. Armeria alboi (Bernis) Nieto Fel.
2. Armeria alliacea (Cav.) Hoffmanns. & Link
3. Armeria alpina Willd.
4. Armeria alpinifolia Pau & Font Quer
5. Armeria arcuata Welw. ex Boiss. & Reut.
6. Armeria arenaria (Pers.) F. Dietr.
7. Armeria aspromontana Brullo, F. Scelsi & G. Spampinato
8. Armeria atlantica Pomel
9. Armeria beirana Franco
10. Armeria belgenciensis Donad.
11. Armeria berlengensis Daveau
12. Armeria bigerrensis (Pau ex C. Vicioso & Beltrán) Rivas Mart.
13. Armeria bourgaei Boiss. ex Merino
14. Armeria brutia Brullo, Gangale & Uzunov
15. Armeria bubanii G. H. M. Lawr.
16. Armeria caballeroi (Bernis) Donad.
17. Armeria caespitosa (Ortega) Boiss.
18. Armeria canescens (Host) Boiss.
19. Armeria cantabrica Boiss. & Reut. Willk.
20. Armeria capitella Pau
21. Armeria cariensis Boiss.
22. Armeria castellana Boiss. & Reut. ex Leresche
23. Armeria castrovalnerana Alejandre, Barredo & M. J. Escal.
24. Armeria castroviejoi Nieto Fel.
25. Armeria choulettiana Pomel
26. Armeria ciliata (Lange) Nieto Fel.
27. Armeria colorata Pau
28. Armeria curvifolia Bertero
29. Armeria denticulata (Bertol.) DC.
30. Armeria duriaei Boiss.
31. Armeria ebracteata Pomel
32. Armeria eriophylla Willk.
33. Armeria euscadiensis Donad. & Vivant
34. Armeria filicaulis (Boiss.) Boiss.
35. Armeria fontqueri Pau
36. Armeria gaditana Boiss.
37. Armeria garganica Arrigoni
38. Armeria genesiana Nieto Fel.
39. Armeria girardii (Bernis) Litard.
40. Armeria godayana Font Quer
41. Armeria grajoana Casim.-Sor. Solanas & Cabezudo
42. Armeria helodes F. Martini & Poldini
43. Armeria hirta Willd.
44. Armeria hispalensis Pau
45. Armeria humilis (Link) Schult.
46. Armeria icarica Edmondson
47. Armeria johnsenii Papan. & Kokkini
48. Armeria langei Boiss.
49. Armeria leonis Sennen
50. Armeria leucocephala Salzm. ex W. D. J. Koch
51. Armeria linkiana Nieto Fel.
52. Armeria macrophylla Boiss. & Reut.
53. Armeria macropoda Boiss.
54. Armeria maderensis Lowe
55. Armeria malacitana Nieto Fel.
56. Armeria maritima (Mill.) Willd.
57. Armeria masguindalii (Pau) Nieto Fel.
58. Armeria mauritanica Wallr.
59. Armeria merinoi (Bernis) Nieto Fel. & Silva Pando
60. Armeria morisii Boiss.
61. Armeria muelleri A. Huet
62. Armeria multiceps Wallr.
63. Armeria nebrodensis (Guss.) Boiss.
64. Armeria neglecta Girard
65. Armeria pauana (Bernis) Nieto Fel.
66. Armeria pinifolia (Brot.) Hoffmanns. & Link
67. Armeria pocutica Pawl.
68. Armeria pseudarmeria (Murray) Mansf.
69. Armeria pubigera (Desf.) Boiss.
70. Armeria pubinervis Boiss.
71. Armeria pungens (Brot.) Hoffmanns. & Link
72. Armeria purpurea W. D. J. Koch
73. Armeria quichiotis (Gonz. Albo) A. W. Hill
74. Armeria rivasmartinezii Sard. Rosc. & Nieto Fel.
75. Armeria rothmaleri Nieto Fel.
76. Armeria rouyana Daveau
77. Armeria rumelica Boiss.
78. Armeria ruscinonensis Girard
79. Armeria sampaioi (Bernis) Nieto Fel.
80. Armeria sancta Janka
81. Armeria sardoa Spreng.
82. Armeria saviana Selvi
83. Armeria seticeps Rchb.
84. Armeria simplex Pomel
85. Armeria soleirolii (Duby) Godr.
86. Armeria spinulosa Boiss.
87. Armeria splendens (Lag. & Rodr.) Webb
88. Armeria sulcitana Arrigoni
89. Armeria tingitana Boiss. & Reut.
90. Armeria trachyphylla Lange
91. Armeria transmontana (Samp.) G. H. M. Lawr.
92. Armeria trianoi Nieto Fel.
93. Armeria trojana Bokhari & Quézel
94. Armeria undulata (Bory & Chaub.) Boiss.
95. Armeria vandasii Hayek
96. Armeria velutina Boiss. & Reut.
97. Armeria villosa Girard
98. Armeria welwitschii Boiss.
99. Armeria × carnotana Blanco-Dios
100. Armeria × cintrana Taul. Gomes
101. Armeria × nieto-felineri Rivas Mart., T. E. Díaz & F. Fernández-González
102. Armeria × pilariae Sánchez Gullón, Muñoz Rodr. & Polo Ávila
103. Armeria × salmantica (Bernis) Nieto Fel.